# Chernava Colles
I Chernava Colles sono una struttura geologica della superficie di Venere.